# 金瓜寮 (新北市)
金瓜寮，是台灣新北市坪林區地名，位在該區西南部，範圍大致為粗窟里南部。

## 歷史
日治1922年（大正11年）1月13日，文山郡蕃地金瓜寮設為大字，改隸於台北州文山郡坪林庄，大字下有「金瓜寮」、「九芎根」小字名。
戰後坪林庄改制為坪林鄉，隸屬於台北縣，大字亦改制為村，置金溪村。1978年，和粗窟村合併，沿用粗窟村。2010年（民國99年）12月，台北縣升格為新北市，坪林鄉改制為坪林區，村改制為里。